# Sanjay Khan
Sanjay Khan, geboren als Shah Abbas Khan (Bangalore, 3 januari 1941) is een Indiaas acteur, producent, regisseur en scenarioschrijver die bekend staat om zijn werk in Hindi films. Sanjay Khan verscheen als eerst als prins in de Engelstalige film Tarzan Goes to India, zijn Hindi-debuut maakte hij met de film "Haqeeqat" uit 1964, gevolgd door de film "Dosti", waarvoor hij de National Film Award voor beste speelfilm in het Hindi won.
Khan werd in Bangalore (Karnataka) geboren als zoon van een sjiitsche familie. Hij speelde in talloze films, waaronder Dus Lakh, Ek Phool Do Mali, Intaqam, Dhund, Mela (1971) en Nagin (1976). In de laatste twee films speelde hij samen met zijn oudere broer, Feroz Khan, die in 2009 overleed. Sanjay Khan werd in de jaren tachtig producent en regisseur. In 1990 speelde hij in en regisseerde hij de beroemde historische fictietelevisieserie The Sword of Tipu Sultan.

## Privé
In 1978 trouwde hij met Zeenat Aman, maar een jaar later werd dit huwelijk nietig verklaard. Daarna trouwde hij met Zarine Khan. Van Zarine Khan heeft hij vier kinderen: drie dochters en een zoon. Zijn jongste dochter Sussanne Khan was van 2000 tot 2014 gehuwd met acteur Hrithik Roshan. Zijn zoon is acteur Zayed Khan, terwijl acteur Fardeen Khan een neef is.

## Filmografie
| Jaar | Film                       | Rol                                | Notitie                               |
| ---- | -------------------------- | ---------------------------------- | ------------------------------------- |
| 1962 | Tarzan Goes to India       | prins Raghu Kumar                  | Engelstalige film                     |
| 1964 | Haqeeqat                   | sympathieke soldaat naar Ram Singh |                                       |
| 1964 | Dosti                      | Ashok                              |                                       |
| 1966 | Dillagi                    | Joseph Amrine                      |                                       |
| 1966 | Dus Lakh                   | Kishore                            |                                       |
| 1967 | Dil Ne Pukara              | Ramesh/ Rajan                      |                                       |
| 1967 | Milan Ki Raat              | Shankar                            |                                       |
| 1968 | Abhilasha                  | Arun R. Singh                      |                                       |
| 1969 | Shart                      | Raj                                |                                       |
| 1969 | Madhavi                    | Senapati Jai Singh                 |                                       |
| 1969 | Beti                       | Dr. Rajesh                         |                                       |
| 1969 | Intaquam                   | Rajpal                             |                                       |
| 1969 | Ek Phool Do Mali           | Amar                               |                                       |
| 1970 | Saas Bhi Kabhi Bahu Thi    | Deepak M. Chaudhary                |                                       |
| 1970 | Pushpanjali                | Dinesh Khanna                      |                                       |
| 1970 | Maharaja                   | Mohan/ Maharaja                    |                                       |
| 1971 | Woh Din Yaad Karo          | Ajay/ Raja                         |                                       |
| 1971 | Haseenon Ka Devata         | Jai                                |                                       |
| 1971 | Mela                       | Kishan Singh/ Kanhaiya             |                                       |
| 1971 | Upaasna                    | Mohan                              |                                       |
| 1971 | Chingari                   | agent Mohan                        |                                       |
| 1972 | Wafaa                      | Shyam Thakur                       |                                       |
| 1972 | Dharkan                    | Suraj Prakash                      |                                       |
| 1972 | Sub Ka Saathi              | Amrit/ Ramu                        |                                       |
| 1972 | Babul Ki Galiyaan          | Sudheer                            |                                       |
| 1972 | Anokhi Pehchan             |                                    |                                       |
| 1973 | Daaman Aur Aag             | Raja                               |                                       |
| 1973 | Sone Ke Haath              |                                    |                                       |
| 1973 | Dhund                      | advocaat Suresh Saxena             |                                       |
| 1974 | Trimurti                   | Vijay                              |                                       |
| 1974 | Duniya Ka Mela             | Shyam/ Munna                       |                                       |
| 1974 | Asliyat                    |                                    |                                       |
| 1976 | Nagin                      | Suraj                              |                                       |
| 1977 | Mera Vachan Geeta Ki Kasam | Hari Singh/ Rahim Khan             |                                       |
| 1977 | Mastan Dada                | Narendra                           |                                       |
| 1977 | Chandi Sona                | Mayur                              | ook regisseur, producent en schrijver |
| 1980 | Abdullah                   | Sheikh Mohammed Al-Qamaal          | ook regisseur, producent en schrijver |
| 1986 | Kala Dhanda Goray Log      | Raja                               | ook regisseur, producent en schrijver |
| 1988 | Sur Zameen                 |                                    | regisseur                             |
| 1989 | Chingari                   | Mohan                              |                                       |
| 2019 | Sur Sapata                 |                                    | productie coördinator                 |

### Televisie
| Jaar | Serie                    | Rol         | Notitie                               |
| ---- | ------------------------ | ----------- | ------------------------------------- |
| 1990 | The Sword of Tipu Sultan | Tipu Sultan | ook regisseur, producent en schrijver |
| 1994 | The Great Maratha        |             | regisseur, producent en schrijver     |
| 1997 | Jai Hanuman              |             | regisseur, producent en schrijver     |
| 2000 | Maha Kaavya Mahabharat   |             | regisseur, producent en schrijver     |
| 2001 | 1857 Kranti              |             | regisseur, producent en schrijver     |
| 2002 | Maharathi Karna          |             | regisseur, producent en schrijver     |